# Sonata para piano n.º 11 (Mozart)

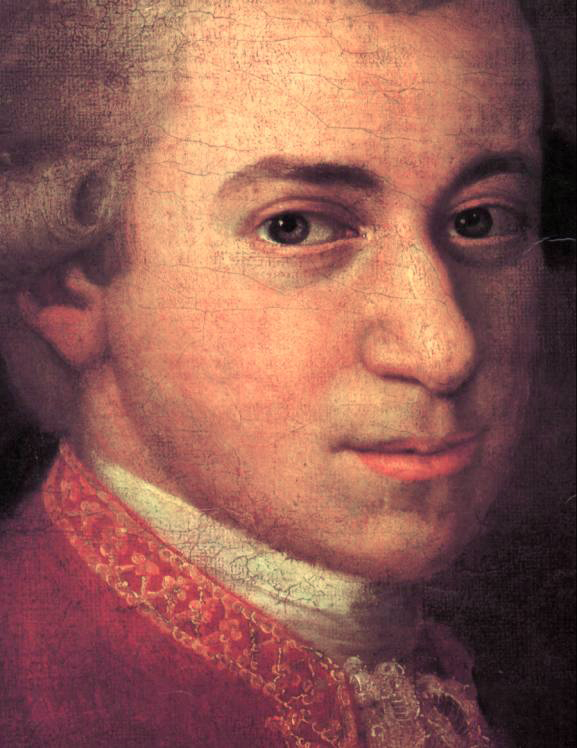
Vista parcial de retrato de Wolfgang Amadeus Mozart, pintado por Johann Nepomuk Della Croce, durante a década de 1780.

A Sonata para piano n.º 11 em lá maior, K. 331 composta por Wolfgang Amadeus Mozart é uma sonata em 3 (três) movimentos:
1. Andante grazioso - um tema com 6 variações variações
2. Menuetto - um minueto e trio
3. Alla Turca: Allegretto

Não se sabe ao certo onde e quando Mozart compôs essa sonata - provavelmente em Viena ou Salzburgo, por volta de 1783.
O último movimento, Alla Turca ou popularmente conhecido como Marcha Turca é também ouvido separadamente, e é um dos trabalhos mais conhecidos de Mozart. Ela imita o som das bandas Janízaras Turcas, a música que estava em moda naquele tempo. Vários outros trabalhos tentavam imitar essa música, incluindo a própria ópera de Mozart O Rapto do Serralho.

## Relações com composições posteriores
- O tema do primeiro movimento foi usado por Max Reger em um de seus trabalhos mais conhecidos, Variations and Fugue on a theme of Mozart (1914) para orquestra;
- O músico de Jazz Dave Brubeck nomeou seu próprio trabalho influencidado pela música turca com um título parecido, Blue Rondo à la Turk em Time Out (1959);
- Arcadi Volodos gravou sua própria adaptação virtuosa para piano da Marcha Turca em seu primeiro álbum em Piano Transcriptions (1997);
- A Alla Turca é destaca em guitarra elétrica na introdução da música Play With Me da banda Extreme;
- MC Plus+ usou a Marcha Turca em sua música Computer Science for Life.
- A música "Rondó Alla Turca" (o terceiro movimento, Alla Turca, desta sonata para piano de Mozart, conhecida também como "Marcha Turca"), foi usada no filme "As Férias do Mr. Bean".

## Partituras
- «Partituras gratuitas da Sonata No. 11 de Mozart». em Mutopia Project
- Obras de Piano Sonata No. 11 no International Music Score Library Project